# 調理農務蘭花系
調理農務蘭花系，簡稱蘭花系，為一個香港本土派極右翼政治組織，其政治立場偏向泛民派。此組織強烈反對中國共產黨及建制派，並與黃毓民等修憲派人士關係密切，部分成員視黃為教主，以及不時提倡香港市民移民至外地居住。
其中，蘭花系成員綽號「牛精文」的陳文，曾在2013年代表蘭花系參與油尖旺區議會京士柏選區的補選，然而陳終以大比數於該場選舉中落敗。

## 沿革
蘭花系的初期成員由激進民主派組織人民力量的退黨成員組成，主要成員為一群在大埔區長大、不滿香港政局的市民。香港政府在2012年底推出新界東北發展計劃引發爭議後，後來成為該組織創會幹事的業餘蘭花種植者莊明堅（人稱堅叔），在2012年12月8日初次以「調理農務蘭花系」組織名義出席香港立法會新界東北發展的公眾諮詢會議，當日莊明堅的發言廣為香港市民關注。
調理農務蘭花系作為政治組織則於2013年1月正式成立，初時以「團結農民，維護本土農業發展；推動本土化，港人優先；勇武抗爭，不平則鳴」為宗旨，爭取推翻該計劃。
蘭花系主席馬健賢指自己因受不住梁振英的施政方式，因而決定走出街頭，反對梁振英政府，開展了其參與政治的生涯。

## 東北發展諮詢會議
2012年12月8日，莊明堅在立法會新界東北發展的公眾諮詢會議以「調理農務蘭花系幹事」身份發言，該次發言技驚四座，引起市民關注，發言的影片在分享網站YouTube錄得約40萬人次的瀏覽。莊當日的粵語發言如下：
主席，我係調理農務蘭花系嘅幹事。蘭花，係花中君子，王者之香。係咪梁振英係特首、小人、大話精、偽君子，就可以僭建花槽種蘭花？就唔俾地我哋調理農務？大陸、台灣出口嘅蘭花，係百幾二百種呀！賺本港數以億計嘅外匯。點解我哋調理農務係咁難呀？主席，我哋調理農務蘭花系，農務蘭花三四十年；日出而作，日入而息，清茶淡飯，與世無爭。儲咗十零萬，諗住可以安享晚年；但係點解你個「福佳」嘅梁振英，都係左查右查我哋？仲要割地賣港，毁我家園！我哋調理農務都唔得。主席，我哋調理農務蘭花系反對東北嘅發展計劃！所謂「斷人衣食，尤如殺人父母」，所謂「搬遷」，就好似將海龜搬去沙漠，死梗㗎！道理講完，你哋會聽咩？主席，我哋調理農務蘭花系，對於毫無誠信嘅政府，講乜都冇用。你哋語言嘅『偽術』，已經去到『不攻自破、不打自招、不知所謂』嘅地步。而家唯一可以令市民滿意嘅，就係取消方案，同埋梁振英落台！我哋調理農務蘭花系對「東北」說不！一月一號，「CY元旦大遊行」見！打倒梁振英！打倒港共政權！

## 政治行動

### 反對激進建制派集會
2013年8月4日，在旺角西洋菜街行人專用區內發生群眾集結事件，支持或抗議由激進建制派政治組織「香港行動」及李偲嫣領導的「香港家長聯會」所舉辦的以「支持警隊嚴正執法 粗鄙文化遠離學園」為題的集會，蘭花系成員亦到場反對集會，且與在場香港警察互相有肢體衝撞。
2014年6月4日，在北角金殿大廈外，蘭花系成員與正在集會的激進建制派組織愛港之聲成員互相對罵。

### 發起「唱紅」行動呼籲大陸旅客回國內消費
2014年3月17日，蘭花系連同其它組織發起「唱紅」行動，反諷中國大陸旅客在香港購買外國貨是「不愛國」的行為。集會人士在銅鑼灣崇光百貨門市附近，打扮成類似文化大革命期間紅衛兵的裝束、播紅歌、揮動五星紅旗及中共黨旗等，及後更發起遊行。蘭花系成員在集會中提出「解放銅鑼灣」的訴求，呼籲大陸旅客回國內消費，提醒他們不要受資本主義「荼毒」，又高呼「愛祖國用國貨，買洋貨是賣國賊」。集會期間，有2名操普通話的旅客指罵集會人士，集會人士回罵對方是「漢奸」。

### 網台上發表強烈反對警察及建制派言論
2015年5月27日，香港警察在大埔及天水圍等地區拘捕蘭花系三名核心成員（包括主席馬健賢、網台主持陳文及綽號大咪的何啟明），警方指他們「涉嫌不誠實取用電腦及其他罪行」。其中，有2名成員被指涉嫌在2014年12月11日於網台低俗頻道的節目第79集《現代豪俠傳》中發表「殺警」言論，指「殺警就要夠薑」（意即殺死警察就先要有種）、「有自殺傾向的人，一定要殺幾個警察再死」等強烈反對警察的言論。另外，馬健賢更涉嫌以「滅門」字眼在網上對表示支持警察的建制派作家屈穎妍及其家人作出恐嚇。事後，蘭花系在社交網站Facebook的專頁上載寫有「維民所止」字樣的圖片，並斥以「雍正無頭、言論自由，退回清朝！」，諷刺香港的言論自由已降至有如昔日大清初年文字獄興盛的年代，指控香港政府以言入罪。